# آدا ويلز

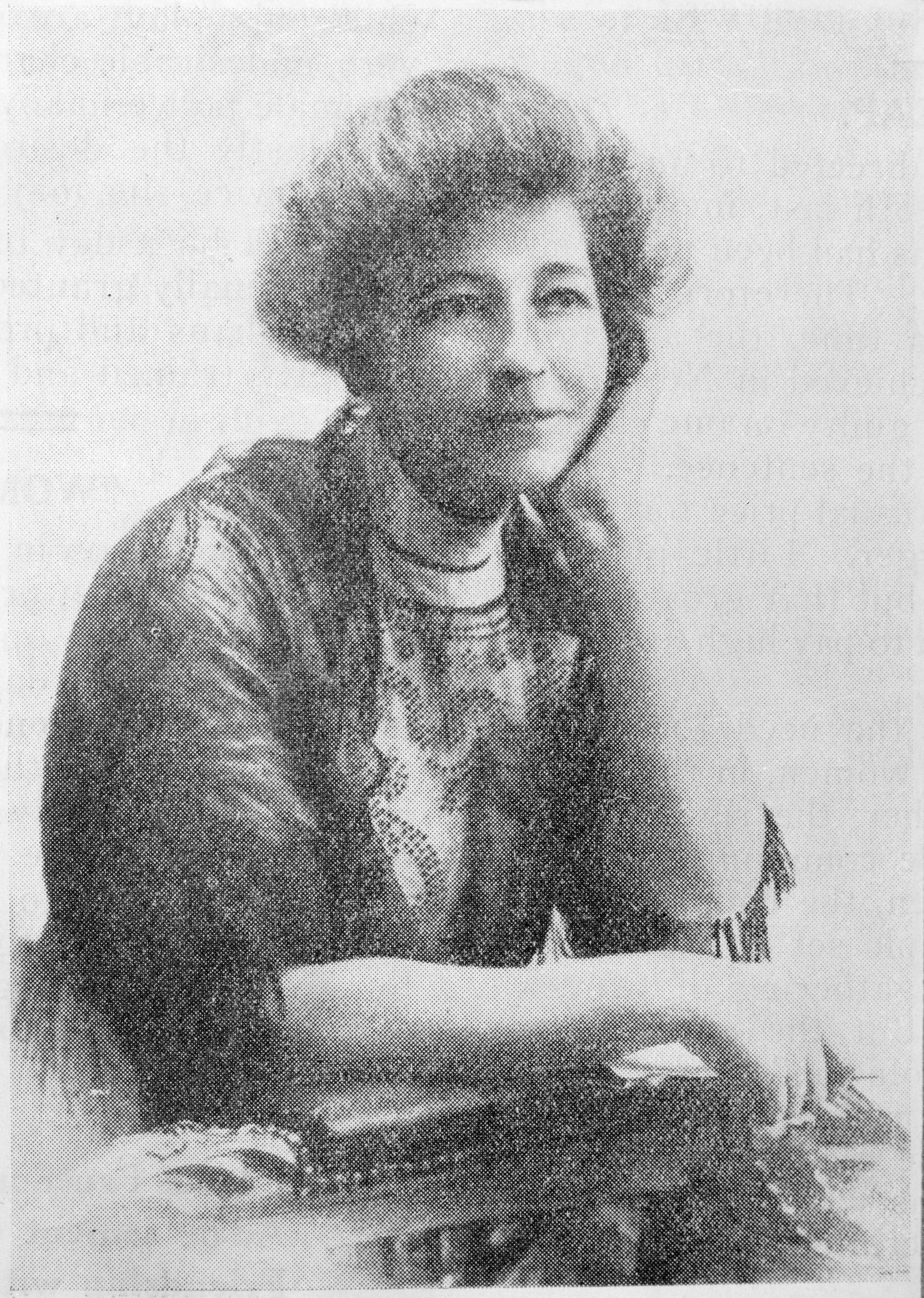
آدا ويلز عام 1910

آدا ويلز (بالإنجليزية: Ada Wells) (29 نسيان\أبريل 1863 – 22 آذار\مارس 1933) كانت ناشطة نسوية وناشطة خدمة اجتماعية في نيوزيلندا.

## سيرتها
ولدت آدا بايك بالقرب من هنلي أون تيمز، أوكسفوردشاير الجنوبية، في إنجلترا. هاجر والداها إلى نيوزيلندا مع أربع بنات وابن واحد عام 1873، حيث وصلت العائلة إلى «ميروب» في لايتلتون في 31 تشرين الأول (أكتوبر) من ذلك العام. التحقت بمدرسة أفونسايد من عام 1874 ثم انتقلت إلى مدرسة كريست تشيرتش الغربية الثانوية عم 1876، حيث عملت بعد ذلك معلّمة من عام 1877 حتى 1881.
التحقت آدا ويلز بجامعة كانتربري. وفي عام 1884 تزوجت هاري ويلز وعمرها عشرين عاماً، وكان هاري عضو كاثدرائية. كان هاري يكبر آدا باثنتي عشرة سنة، وقد كان ذا مزاجٍ عنيف ومدمن كحول، فضلاً عن كونه غير ناجح في الإدارة المالية. عززت تجربة آدا الزوجية، حيث كانت معيل الأسرة في معظم الأحيان، من اعتقادها بأن المرأة يجب أن تتمتع باستقلالٍ اقتصادي.
كانت آدا معلّمةً في مدرسة سانت ألبانز التي كانت مدرسة فقيرة وسيئة الظروف، تحتل جانباً من الكنيسة. بمساعدة زوجها، نظّمت آدا حفلات موسيقية خيرية للحصول على دعم للمدرسة. عام 1892، طلبت آدا إجازة لمدة شهرين بسبب الحمل. كان مجلس التعليم في كانتربيري الشمالية يميل لمنحها الإجازة، لكنها واجهت معارضة مدير المدرسة جيمس سبيت، الذي كتب خطاباً مطوّلاً عن «انحرافات السيدة ويلز»، وبدلاً من الحصول على إجازة، تمّ طردها من العمل.
في عقد 1880، عملت آدا في اتحاد النساء المسيحيات المعتدل، وكانت ناشطة في حركة حق المرأة في التصويت والاقتراع في نيوزيلندا. وفي حين كانت كيت شيبرد الوجه العام للحملة، كانت آدا المنسقة خلف الكواليس. عام 1893 أصبحت نيوزيلندا أول دولة تتمتع بحكمٍ ذاتي في العالم تمنح النساء حق التصويت في الانتخابات البرلمانية
عام 1892، أسست آدا معهد كانتربيري للنساء، وقد كانت رئيسة المعهد لعدّة سنوات. عام 1896، عندما تم تشكيل المجلس الوطني للمرأة في نيوزيلندا، أصبحت آدا أول سكرتيرة له.
في الفترة 1899 - 1906، كانت آدا عضواً منتخباً في مجلس المعونة الخيري المتحد لآشبورتون وشمال كانتربيري. ارتبطت مع بعثة بوابة السجن لإعادة تأهيل السجناء المطلق سراحهم. وهي عضو مؤسس للمجلس الوطني للمرأة عام 1896، وكانت أول لسكرتيرة له.
كعضو في المجلس الوطني للسلام، تحدّثت آدا بقوة ضد التجنيد الإجباري والحرب، وساعدت معارضي الخدمة العسكرية في الحرب العالمية الأولى. كما قامت بحملة للحصول على حق النساء في الانتخاب، وحقّها في الترشح للبرلمان. منح هذا الحق عام 1919، على الرغم من أنه لم تُنتَخب أي امرأة في البرلمان حتى عام 1933. كانت آدا بين عامي 1917 و1919 أول امرأة عضو في مجلس مدينة كريست تشيرتش بوصفها عضو في حزت العمال.
لآدا ثلاث بنات وابن واحد. توفي زوجها هاري ويلز عام 1918. وتوفيت هي عام 1933 ودفنت في مقبرة ويميري.
تمنح وزارة الثقافة والتراث النيوزيلندية الآن جائزة تذكارية باسم آدا ويلز للطلاب الجامعيين.